# Giovanni Pacini
Giovanni Pacini (Catania, 11 febbraio 1796 – Pescia, 6 dicembre 1867) è stato un compositore italiano.

## Biografia
Giovanni Pacini nasce a Catania durante uno dei tanti trasferimenti del padre, il toscano Luigi Pacini, che per la sua professione di cantante d'opera è costretto a spostarsi da una città all'altra. La madre, Isabella Paolillo di Gaeta, era stata un soprano.
All'età di circa dodici anni inizia a studiare canto e contrappunto a Bologna e un anno dopo composizione a Venezia.
Prima di aver compiuto i diciotto anni comincia a comporre, con un certo successo alcune piccole opere buffe ma raggiunge il successo vero e proprio soltanto nel 1817 con la rappresentazione, al Teatro Re di Milano,  dell'opera Adelaide e Comingio. Appena ventunenne comincia la sua lunghissima carriera nel mondo del melodramma. Nel corso di un cinquantennio comporrà quasi novanta opere superando ogni altro musicista.
Nel 1820, a Roma, collaborò con Rossini all'opera Matilde di Shabran. L'anno successivo (1821) presentò la sua opera Cesare in Egitto, che ebbe grande successo a Roma. Nel 1822 fu invitato sul bastimento della Duchessa di Lucca Maria Luisa di Borbone. Il viaggio si concluse a Viareggio, porto del Ducato di Lucca che, proprio in quegli anni, anche grazie ai provvedimenti della Duchessa, si stava trasformando in una moderna ed elegante cittadina. Il Pacini rimase positivamente colpito dal luogo e vi si stabilì, facendone la sua residenza principale fino al 1857. In quel periodo a Viareggio stava costruendo una sontuosa villa Paolina Bonaparte, sorella di Napoleone, con cui il musicista ebbe una relazione amorosa. Dal 1822 fu Maestro di cappella a Lucca. Il legame con la dinastia borbonica di Lucca segnò la successiva carriera del compositore e la sua attività di insegnante e organizzatore dell'istruzione musicale.
Successivamente, seguendo la propria carriera, il musicista si trasferì per un certo periodo a Napoli, ove sposò nel 1824 la partenopea Adelaide Castelli (Aversa 1806 + 1827), che gli diede due figlie, Paolina (n.1825) e Amacilia (1826 - Milano 1911), e un figlio, Ludovico (1827- 1828). Le sue due opere Alessandro nelle Indie con Adelaide Tosi ed Andrea Nozzari e L'ultimo giorno di Pompei trionfarono al Teatro San Carlo nel 1824 e 1825. 
Il successo gli consentì di occupare per diversi anni il posto di direttore del San Carlo, il che lo mise in competizione con Bellini, che iniziò a provare antipatia per lui. Le successive opere Niobe (1826) con Giuditta Pasta, Carolina Ungher, Giovanni Battista Rubini e Luigi Lablache, Gli arabi nelle Gallie (1827) ed I fidanzati (1829) con la Tosi e Lablache, ottennero anch'esse un enorme successo.

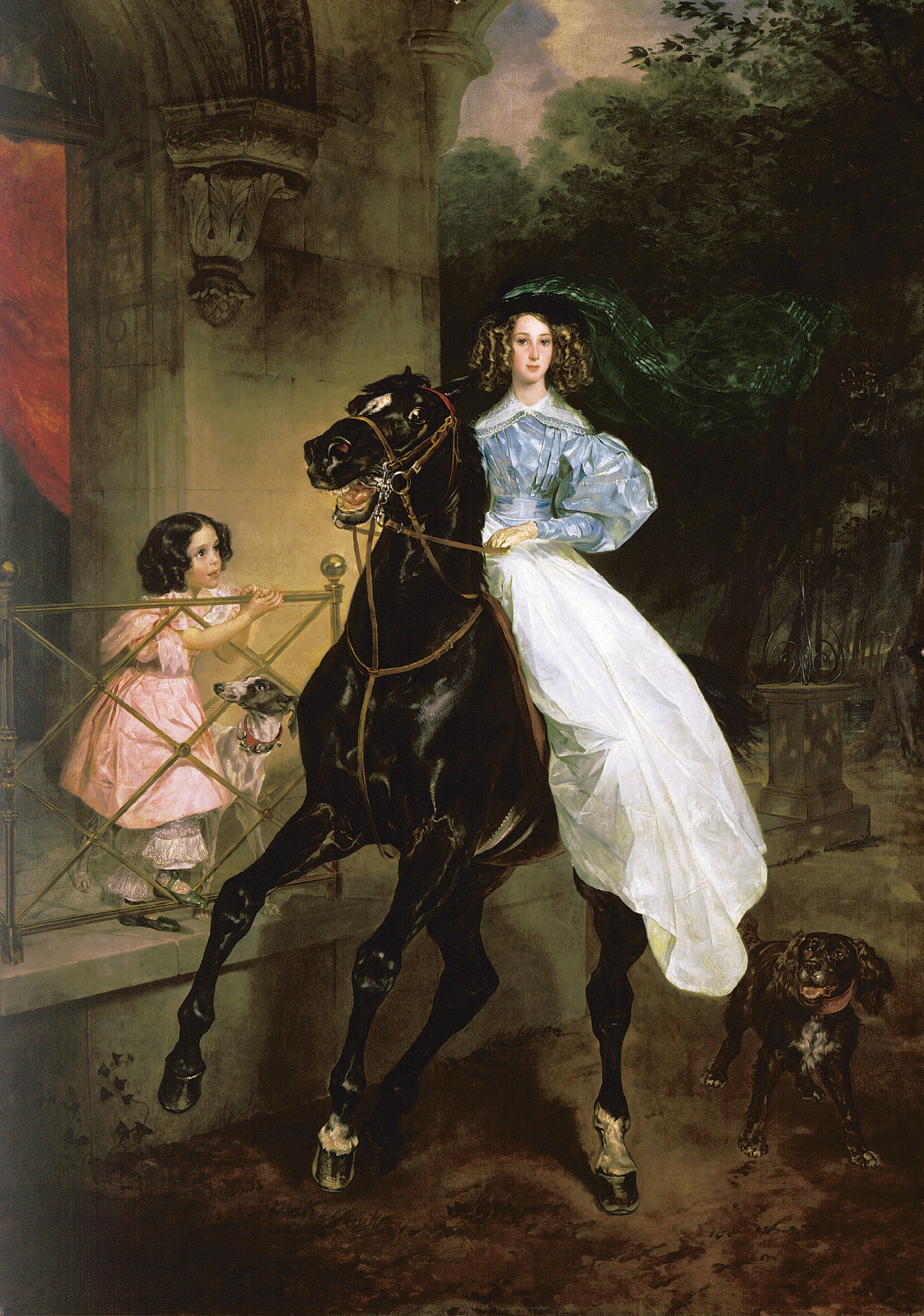
Giovannina e Amacilia Pacini, ritratto di Karl Briullov

Nel 1827 viaggia fra Vienna e Parigi ma con scarso successo in quanto non gli viene commissionato alcun lavoro. In seguito alla morte della moglie nel 1827 (per le complicazioni del parto del figlio Luigi) e all'insuccesso della sua opera Carlo di Borgogna con Henriette Méric-Lalande, Giuditta Grisi, Domenico Donzelli e Domenico Cosselli al Teatro La Fenice di Venezia nel 1835 si ritira a Viareggio dedicandosi all'insegnamento. Qui intraprende una relazione con la ricca e potente contessa russa Giulia Samoilov, che successivamente adotterà le sue due figlie. La contessa per sostenerlo congiurò contro Bellini provocando l'insuccesso della prima di Norma. Le opere di Pacini composte tra il 1830–33 incontrarono giudizi contrastanti da parte della critica e del pubblico. Nelle sue memorie scrisse: “iniziai ad accorgermi di essere fuori dai giochi: Bellini, il divino Bellini, e Donizetti mi avevano superato”. Sposò successivamente Marietta Albini (Parma 1807 - 30 marzo 1849), ma rimase intimo della contessa Samoilova. Marietta era un soprano che apparve in diversi ruoli delle sue opere tra cui quello di Gulnara in Il corsaro. Ebbero tre bambini (un maschietto di nome Carlo Pietro), ma solo una figlia, Giulia (poi moglie del dottor Fantozzi), sopravvisse.
Dopo una pausa di circa sei anni, riprese a comporre, ottenendo grande successo con le opere Saffo (che, rappresentata al San Carlo di Napoli, fu la sua opera più fortunata), Medea, Bondelmonte ed altre ancora. Nel 1837 fondò a Viareggio un Liceo musicale. La scuola ebbe grande successo e vi si iscrissero molti giovani provenienti da tutto il Ducato. Nel 1839 il Pacini propose al Duca Carlo Ludovico di Borbone l'apertura a Lucca di una grande scuola musicale di alto livello, modellata sugli istituti di Bologna (il più antico d'Italia, fondato nel 1804), Milano e Napoli. Il progetto fu approvato dal sovrano ma comportò una riforma generale dell'istruzione musicale che provocò anche la dolorosa chiusura del liceo viareggino. Nel 1842 l'Istituto Musicale di Lucca fu aperto e il Pacini assunse la carica di direttore e professore di composizione, avendo tra i suoi allievi Gaetano Amadeo. Il Pacini diresse l'Istituto fino alla morte con l'eccezione del periodo tra il 1862 e il 1864 quando fu sostituito da Michele Puccini, padre del famoso Giacomo. Nel 1867, subito dopo la morte del compositore, l'Istituto gli venne intitolato e portava il suo nome quando vi furono studenti Giacomo Puccini, Alfredo Catalani e Gaetano Luporini. Nel 1943, in occasione del secondo centenario della nascita di Luigi Boccherini, la gloriosa scuola musicale lucchese fu intitolata a quest'ultimo, smettendo così di portare il nome del suo fondatore. Oltre che a Lucca e a Viareggio l'attività didattica del Pacini si svolse anche a Firenze, dove fu primo direttore (1849) dell'Istituto Musicale della città (oggi Conservatorio Luigi Cherubini).
Pacini rimase molto legato a Viareggio fino alla morte. Nella città versiliese fu promotore della fondazione di un teatro lirico da ottocento posti. L'edificio, di forme neoclassiche, costruito nel 1835, fu purtroppo devastato da un bombardamento durante la seconda guerra mondiale e mai ricostruito. Il Pacini fu anche gonfaloniere (carica equivalente a quella odierna di sindaco) di Viareggio dal 1849 al 1854.
Nel 1857 si trasferì a Pescia, a venti chilometri da Lucca, dove trascorse gli ultimi anni della sua vita. Nel 1849 morì anche la seconda moglie e alla fine dello stesso 1849 si sposò in terze nozze, a Pescia, con Marianna Scoti (1825-1911). Da lei ebbe altri tre figli: Isabella (nata a Viareggio il 1º agosto 1850; dal 1873 moglie di Ferdinando Magnani), Luigi (1851 - post 1922) e Pia Paolina (1854, sposata Franchi). Marianna Scoti curò l'edizione postuma delle opere di Pacini e la pubblicazione della sua autobiografia (Le mie memorie artistiche).
Pacini si spense a Pescia il 6 dicembre 1867 e fu sepolto nella Pieve dei Santi Bartolomeo e Andrea.
Il Teatro della città di Pescia porta il suo nome; la città di Catania, nel 1979, gli ha dedicato uno dei suoi quattro giardini principali.

## Influenza di Pacini
Le opere di Pacini si basano soprattutto sulla melodia. Come Saverio Mercadante, Pacini portò nell'opera italiana un profondo cambiamento, ma la sua fama fu ben presto eclissata dalla crescente fortuna di Giuseppe Verdi. Insieme a Donizetti, è uno dei più prolifici operisti dell'Ottocento, con oltre 90 titoli all'attivo.
Dal 2024 si sta occupando di riscoprire la sua figura e il suo lavoro il Rotary Club di Catania Est.

## Fonti

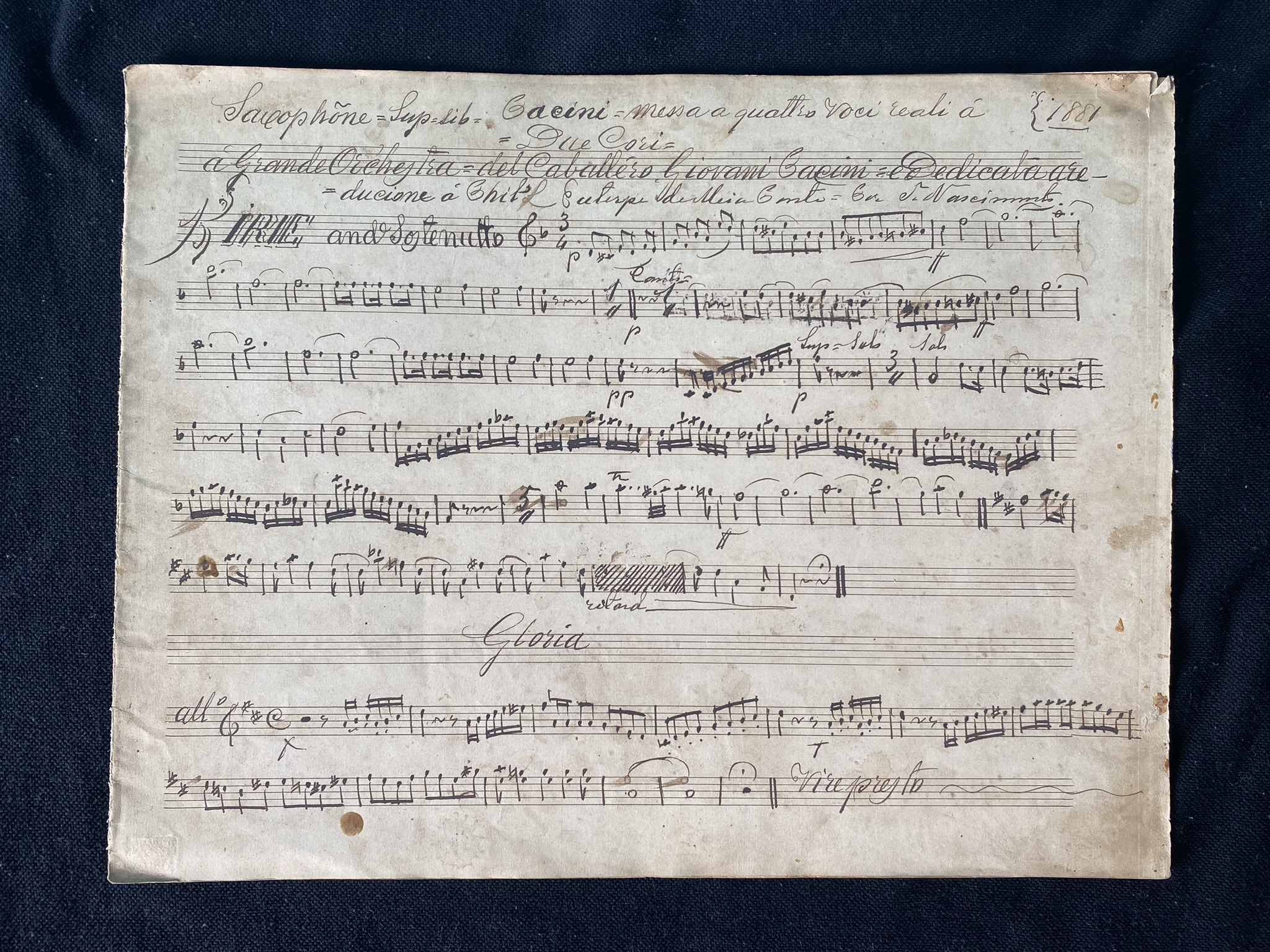
Spartito da Messa a quattro voci reali á Grand Orchestra del Caballero Giovanni Pacini, 1881, Phil Euterpe de Meia Ponte, atual Pirenópolis, Brasile.

Possediamo più di 3000 documenti musicali recanti le opere di Pacini, sparsi in tutto il mondo.

### Autografi
Gran parte degli autografi di Pacini (più di 200 unità) sono conservati nel Fondo Pacini del Museo civico di Pescia. Altre istituzioni che posseggono suoi autografi sono:
- il Conservatorio San Pietro a Majella di Napoli[2] ne possiede più di 25[5] (di cui una piccola parte è incerta);
- il Conservatorio Giuseppe Verdi di Milano (Fondi Noseda e Mayr) più di 20[2][6];
- l'Istituto Boccherini di Lucca possiede due autografi di musica sacra[7];
- la Biblioteca musicale governativa del Conservatorio di musica Santa Cecilia di Roma[8];
- la Biblioteca Palatina di Parma (Fondo Borbone)[9];
- l'Accademia Filarmonica Romana[10];
- la Biblioteca Diocesana di Lucca.[11]

All'estero sono accertati sei autografi paciniani al Preußischer Kulturbesitz della Staatsbibliothek zu Berlin, mentre due autografi incerti sono nell'Archivio Musicale del Seminario diocesano Brescia e nell'Archivio diocesano di Molfetta (Bari).

### Copie manoscritte
Per quel che riguarda le copie manoscritte, l'Ufficio Ricerca dei Fondi Musicali di Milano attesta più di 850 copie manoscritte di opere di Pacini in Italia. Possiede più di 200 esemplari il Conservatorio di Napoli, più di 100 sono nel Conservatorio di Milano e nel Fondo musicale Greggiati di Ostiglia a Mantova, una cinquantina è presente nei conservatori di Roma, Firenze, Genova, e nella Biblioteca Palatina di Parma, mentre 15 sono presenti alla Biblioteca Nazionale Marciana di Venezia. Molte copie manoscritte di opere (soprattutto sacre) di Pacini sono a Lucca: alla Biblioteca Diocesana (Fondo Guerra e Fondo Antico), all'Istituto Boccherini (Fondo Musica Sacra) e alla Biblioteca Feliniana. Altre città che posseggono copie manoscritte sono Bologna, Brescia, Padova, Foggia, Bari, Bergamo, Como, Biella, Lucca, Montecassino e Pistoia. All'estero sono segnalate 7 copie manoscritte nella Mugar Memorial Library della Boston University. Da elencare, inoltre, le centinaia di copie manoscritte di elaborazioni bandistiche delle opere liriche di Pacini presenti in ogni angolo d'Italia, che la mancanza di una catalogazione precisa non permette di enumerare con esattezza, ma che risultano ingenti dalle segnalazioni al Centro Documentazione Musicale della Toscana e dai posseduti di molte istituzioni (dalla Biblioteca Palatina di Parma all'Accademia Filarmonica di Bologna, dal Conservatorio di Roma alla Biblioteca Nazionale Marciana).

### Edizioni a stampa
Pacini pubblicò moltissimo, soprattutto con gli editori milanesi Ricordi e Lucca, e oggi si riscontrano quasi 1500 edizioni stampate delle sue musiche. Il conservatorio di Milano e la Biblioteca Nazionale Marciana di Venezia sono le istituzioni che ne conservano il maggior numero di esemplari, seguono i conservatori di Napoli, Firenze, Bergamo e Genova, l'Accademia Santa Cecilia di Roma, la Biblioteca Nazionale di Firenze, la Biblioteca Vittorio Emanuele III di Napoli, e le istituzioni lucchesi (l'Istituto Boccherini, la Biblioteca Statale e la Biblioteca Diocesana, che ha stampe di Pacini soprattutto nel Fondo Antico e nel Fondo Maggini). All'estero è soprattutto in Germania che si riscontrano sue edizioni stampate, seguono la Spagna, l'Olanda, e l'Austria.

### Lettere
Molte lettere del musicista si trovano al Museo Civico di Pescia, all'Archivio di Stato di Lucca, alla Biblioteca Nazionale Centrale di Roma, al Museo civico belliniano e alla Biblioteca Ursino Recupero di Catania, all'Archivio storico e al Conservatorio di Napoli.

## Opere (parziale)

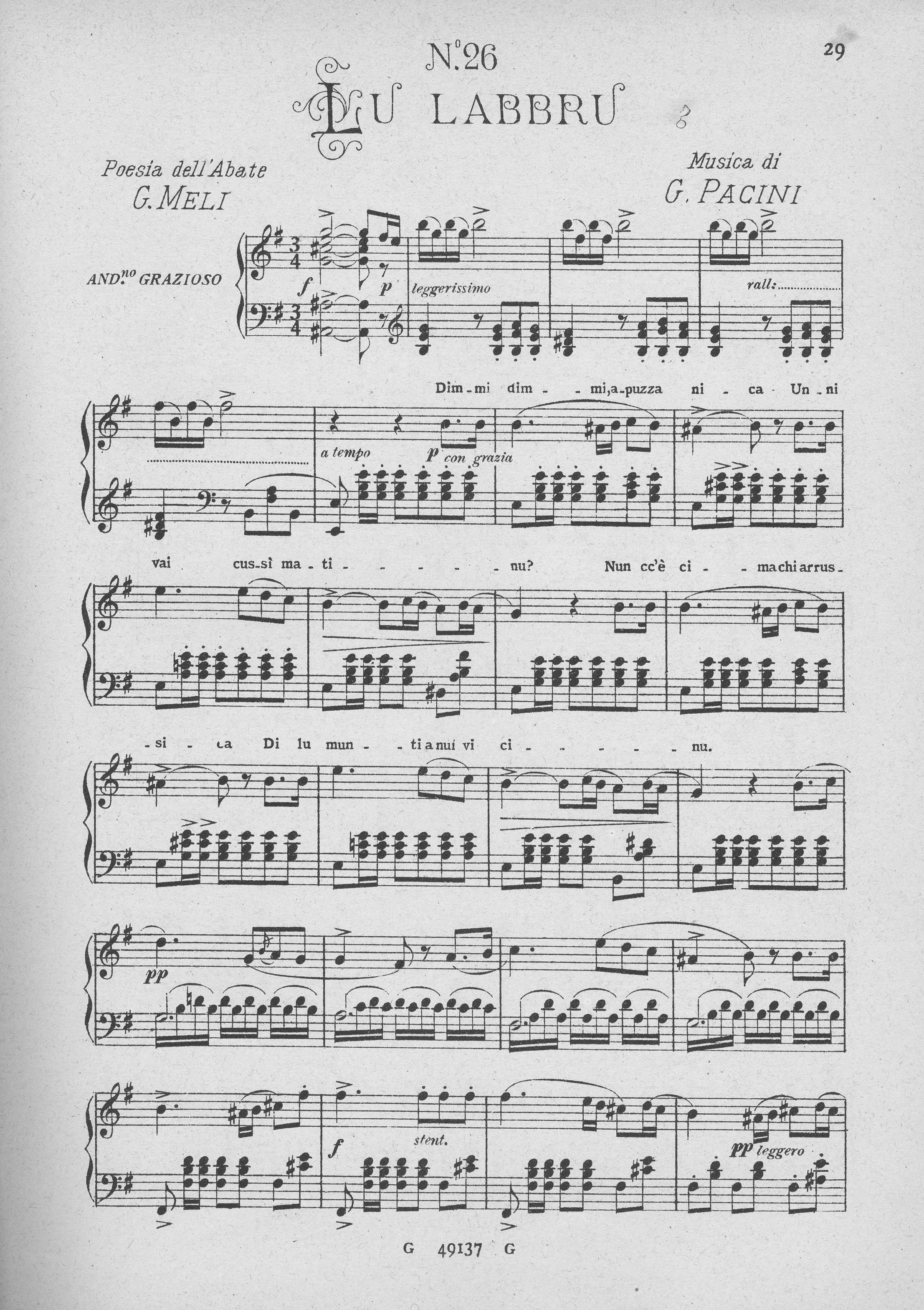
Prima pagina dello spartito della romanza Lu labbru, musica di Giovanni Pacini.Tratta dalla raccolta Eco della Sicilia, Ricordi 1883, di Francesco Paolo Frontini

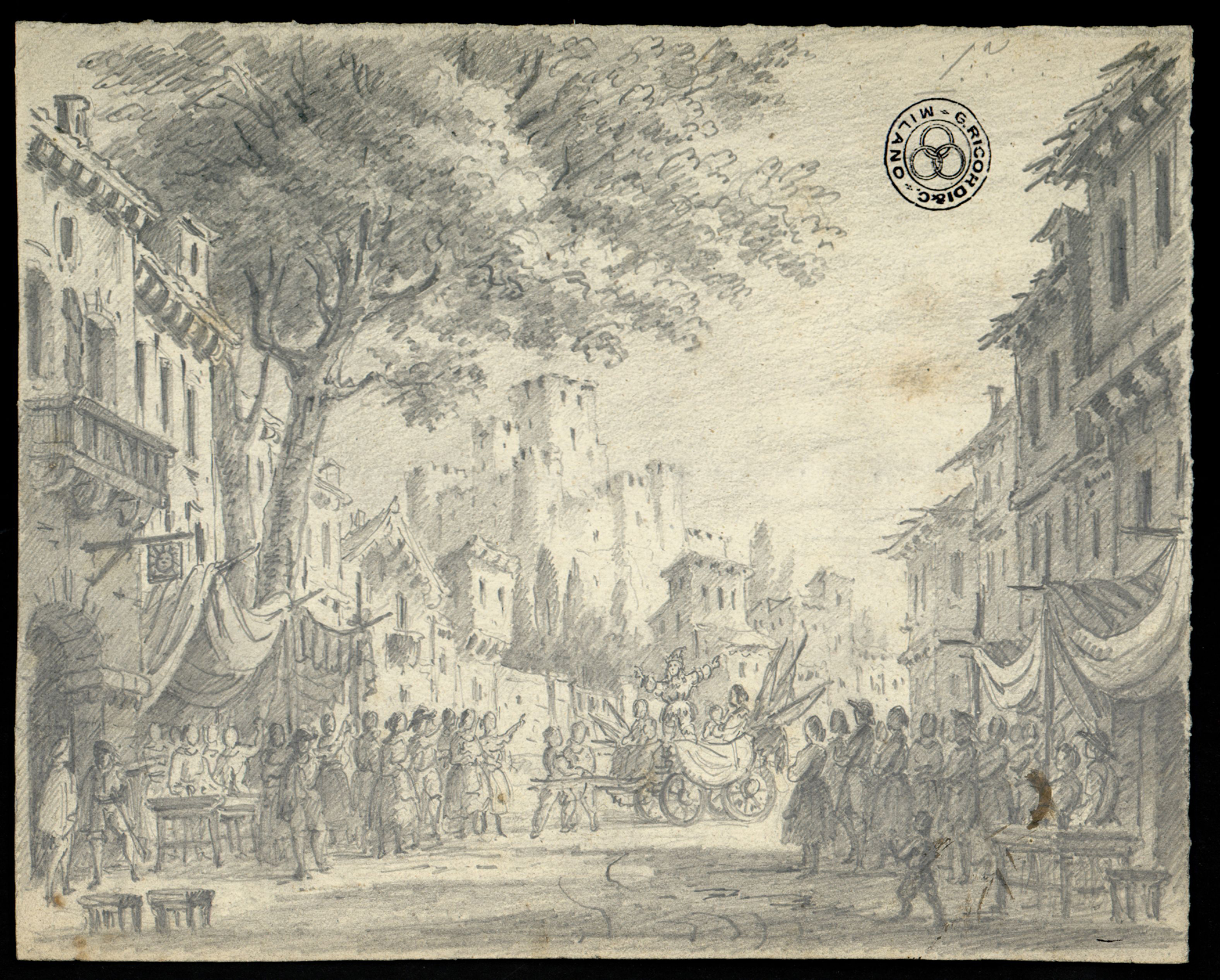
Piazzale adorno d'alberi all'esterno di un villaggio: è il dì della festa, bozzetto per Il Saltimbanco atto 1 scena 1 (1858).
Archivio Storico Ricordi

- L'escavazione del tesoro (Farsa per musica in un atto libretto di Francesco Marconi, Teatro dei Ravvivati (poi Teatro Rossi), Pisa, 18 dicembre 1814)
- Adelaide e Comingio (Melodramma semiserio in due atti, libretto di Gaetano Rossi, Teatro Rè, Milano, 30 dicembre 1817)
- Il Barone di Dolsheim (Melodramma in due atti, libretto di Felice Romani, Teatro alla Scala, Milano, 23 settembre 1818 con Giovanni Battista Rubini)
- La sposa fedele (Melodramma semiserio in due atti, libretto di Gaetano Rossi, Teatro s. Benedetto, Venezia, 14 gennaio 1819)
- Il falegname di Livonia, dramma giocoso in 2 atti, libretto di Felice Romani (Teatro alla Scala, Milano, 12 aprile 1819 con Gaetano Crivelli)
- Vallace, o L'eroe scozzese, melodramma serio in 2 atti, libretto di Felice Romani (successo al Teatro alla Scala, Milano, 14 febbraio 1820 con Carolina Bassi e Claudio Bonoldi)
- La sacerdotessa d'Irminsul, dramma eroico in 2 atti, libretto di Felice Romani (Teatro Grande, poi Teatro Verdi (Trieste), 11 maggio 1820)
- La schiava in Bagdad, ossia il papucciajo, libretto di Felice Romani e Vincenzo Pezzi (Teatro Carignano, Torino, 28 ottobre 1820)
- La gioventù di Enrico V (Teatro Valle, Roma, 26 dicembre 1820)
- Cesare in Egitto (Teatro Argentina, Roma, 26 dicembre 1821)
- La Vestale, melodramma serio in 3 atti, libretto di Luigi Romanelli (Teatro alla Scala, Milano, 6 febbraio 1823) con Isabella Fabbrica, Teresa Belloc-Giorgi e Luigi Lablache
- Temistocle (Teatro del Giglio, Lucca, estate 1823)
- Alessandro nell'Indie (Teatro San Carlo, Napoli, 29 settembre 1824)
- L'ultimo giorno di Pompei (Dramma serio per musica, libretto di Andrea Leone Tottola, Teatro San Carlo, Napoli, 19 novembre 1825)
- Niobe (Dramma eroico-mitologico, libretto di Andrea Leone Tottola, Teatro di San Carlo, Napoli, 19 novembre 1826 con Giuditta Pasta e Giovanni Battista Rubini
- Gli arabi nelle Gallie (Teatro alla Scala, Milano, 8 marzo 1827)
- I cavalieri di Valenza, libretto di Gaetano Rossi (successo al Teatro alla Scala di Milano, 11 giugno 1828 con Henriette Méric-Lalande e Carolina Ungher)
- I crociati a Tolemaide ossia la morte di Malek-Adel, melodramma serio in 2 atti, libretto di Callisto Bassi, Teatro Grande, Trieste, 13 novembre 1828
- Il corsaro (Teatro Apollo, Roma, 15 gennaio 1831)
- Saffo (Tragedia lirica, libretto di Salvadore Cammarano, Teatro San Carlo, Napoli, 29 novembre 1840)
- La fidanzata corsa (Teatro San Carlo, Napoli, 10 dicembre 1842)
- Maria, regina d'Inghilterra (Teatro Carolino, Palermo, 11 febbraio 1843)
- Medea (Teatro Carolino, Palermo, 28 novembre 1845)
- Lorenzino de' Medici (Tragedia lirica, libretto di Francesco Maria Piave, Teatro La Fenice, Venezia, 4 marzo 1845)
- Bondelmonte (Tragedia lirica, libretto di Salvadore Cammarano, Teatro alla Pergola, Firenze, 18 giugno 1845)
- Stella di Napoli (Teatro San Carlo, Napoli, 1845 con Eugenia Tadolini e Gaetano Fraschini)
- Merope (Teatro San Carlo, Napoli, 25 novembre 1847)
- Il Cid (Teatro alla Scala, Milano, 12 marzo 1853 con Marietta Gazzaniga e Carlo Negrini)
- Il saltimbanco (Dramma lirico, libretto di Giuseppe Checchetelli, Teatro Argentina, Roma, 24 maggio 1858)
- Rolandino di Torresmondo (1858 Teatro San Carlo, Napoli)
- Belfagor (Teatro alla Pergola, Firenze, 1º dicembre 1861)

## Opere strumentali[26]
- Divertimento per pianoforte, violino e violoncello (1860)
- Gran Trio per pianoforte, violino e violoncello (1865)
- 6 quartetti d'archi (in Giovanni Pacini, bibl. p. 145-6, 1858-1863)
- Quartetto n. 7 (1864 dedicato alla città di Lucca)
- Ottetto per 3 violini, oboe fagotto, corno, violoncello e contrabbasso (in Giovanni Pacini, bibl. p. 146)
- Sinfonia Dante (commissionata per i festeggiamenti fiorentini del centenario dantesco, in Giovanni Pacini, bibl. p. 146)

## Discografia
Delle molte opere di Pacini, resta traccia discografica soprattutto della Saffo: sono diffuse la versione live diretta da Franco Capuana con Leyla Gencer al San Carlo di Napoli del 1967, e quella eseguita da Maurizio Benini al Wexford Festival del 1995. Dagli anni '80 si è dedicato a Pacini il direttore d'orchestra David Parry nell'ambito di una sua riscoperta del teatro musicale del primo Ottocento: ha registrato Maria, Regina d'Inghilterra nel 1983 e nel 1996, Carlo di Borgogna nel 2001, e Alessandro nell'Indie nel 2007; inoltre, nel 2006 ha curato un disco antologico con varie arie tratte da molte opere dimenticate intitolato Pacini Rediscovered. Un altro specialista di belcanto, Richard Bonynge, ha diretto Medea nel 1993 a Savona: dell'allestimento (opera di Filippo Crivelli) sono rimasti gli audio e una ripresa televisiva. Nel 1996 Giuliano Carella ha diretto L'ultimo giorno di Pompei al Festival della Valle d'Itria di Martina Franca: la performance è stata incisa dall'etichetta Dynamic. Nel 2008 Daniele Ferrari ha eseguito Il convitato di pietra al Festival musicale di Bad Wildbad: l'audio delle recite è stato inciso per l'etichetta Naxos. Ferrari ha diretto l'opera anche nel 2016 al Teatro Verdi di Pisa con allestimento di Lorenzo Maria Mucci: uno spettacolo di cui esiste una commercializzazione DVD dell'etichetta Bongiovanni. Due arie di Pacini, dalla Stella di Napoli e dalla Saffo, sono incluse nel disco antologico che la cantante Joyce DiDonato ha curato per l'etichetta Erato con il direttore Riccardo Minasi all'Opéra de Lyon nel 2013, intitolato proprio Stella di Napoli. Nel 1988 Gianfranco Cosmi e la Cappella Musicale Santa Cecilia di Lucca hanno riscoperto e registrato musiche non teatrali di Pacini (la Messa da Requiem, il Confitebor e la Sinfonia Dante) per Bongiovanni.

## Onorificenze[51]
Cavaliere di II Classe dell'Ordine del merito sotto il titolo di San Lodovico (Ducato di Lucca) - 1840 
Commendatore dell'Ordine del merito sotto il titolo di San Lodovico - 1849
Cavaliere di III Classe dell'Ordine dell'Aquila Rossa (Prussia) - 1850
Cavaliere dell'Ordine di San Gregorio Magno (Stato Pontificio) - 1857
Ufficiale dell'Ordine dei Santi Maurizio e Lazzaro (Regno d'Italia) - 1863
Grand'Ufficiale dell' Ordine equestre per il merito civile e militare (Repubblica di San Marino) - 1867
Dignitario dell'Ordine Imperiale della Rosa (Impero del Brasile) - 1852